# NOX3
NADPH-оксидаза 3 (NOX3) — тип NADPH-оксидазы, клеточной мембранной оксидоредуктазы, образующей супероксидный радикал при переносе электрона с НАДФ на кислород. Открыта в 2000 году, обладает сходством с NOX2 (56% идентичность аминокислотной последовательности), а также с NOX1.  

## Структура
NOX3 представляет собой белок из 568 аминокислот с молекулярной массой 64,9 кДа. Обладает значительным сходством с NOX2 по аминокислотной последовательности (идентичность — 56%), структуре трансмембранного домена, длине внеклеточного фрагмента, участкам связывания НАДФ и FAD, а также положением гистидинов в гем-связывающем участке. Клеточная локализация неизвестна.

### Ферментативный комплекс
Как и все остальные NADPH-оксидазы NOX3 требует образования белкового комплекса для проявления оксидазной активности. Известно, что активность NOX3 зависит от взаимодействия с другим мембранным белком p22phox и цитозольным белком NOXO1. Другие цитозольные белки, участвующие в активации NOX2, p47phox и p67phox способны активировать NOX3 в модельных клетках, но их физиологическая роль в организме не ясна. Альтернативный сплайсинг для NOX3 не показан. 

## Тканевая локализация и функция
Самый высокий уровень экспрессии NOX3 найден во внутреннем ухе, в частности в сенсорном эпителии кохлеара и вестибулярного аппарата и в спиральном ганглии. Играет роль в биогенезе отолитов. Кроме этого, ген экспрессируется в мозге и фетальных селезёнке и почках. Мутация в гене NOX3 у мыши приводит к синдрому неправильного наклона головы. 